# Katie Forbes
 Katie Forbes (Tampa, Florida, Estados Unidos, 31 de diciembre de 1990) es una luchadora, entrenadora y fisicoculturista estadounidense, trabajaba para Impact Wrestling, hasta 2021.

## Primeros años
Nació en Tampa, Florida, Estados Unidos, donde competía anteriormente en Women of Wrestling y también fue miembro de Elite Canadian Championship Wrestling.

### Carrera Profesional
Es una ávida luchadora y a la vez entrenadora, cuyo papel le ha hecho acreedora a un sinnúmero de reconocimientos del mundo de la lucha libre y del fisicoculturismo por el cual ha sido parte de un sinnúmero de organizaciones de lucha libre y del olimpismo.

### Carrera como luchadora profesional

#### WildKat Pro Wrestling (2015–2016)
Forbes debutaría como luchadora profesional para la WildKat Pro Wrestling el 20 de marzo de 2015 durante WildKat Strikes Back, donde ella haría equipo con Amaiya Jade formando así el equipo llamado The Iron Maidens y haciendo equipo con Curt Matthews lograrían derrotar a Cinema, Kenzie Sykes y Ricky Starks en una lucha de seis personas por equipos mixtos. El 16 de mayo durante WildKat Heatin' Up, Forbes y Jade participaron en una lucha por equipos siendo derrotadas por Kenzie Sykes y Robyn. El 13 de junio durante MPW / WildKat So.Cal Showdown, Forbes y Jade lucharían en una triple amenaza, la cual sería ganado por la tercera participante Ruby Raze. El 15 de agosto durante WildKat X-Rated, Forbes tendría su primer lucha individual dentro de WildKats, logrando derrotar a Trina Michaels. El 11 de septiembre durante WildKat Never Forget, Forbes ganaría su tercer lucha individual, logrando derrotar a Robyn. El 14 de noviembre durante WildKat 4 Year Anniversary: Revolution Rumble 2015, Forbes y Amaiya Jade lograrían derrotar a Ruby Raze y Thunderkitty en una lucha por equipos.
Forbes regresaría a WildKat el 9 de enero de 2016 durante New Year - New Rivals!, reuniéndose con su compañera Amaiya Jade y ganando una lucha por equipos en contra de ODB y Savannah Evans. El 12 de marzo durante WildKat March Into Mayhem, Forbes haría equipo con Renee Michelle en una lucha por equipos siendo ganado por Kennadi Brink y Ruby Raze. El 25 de junio durante WildKat XX-Rated, Forbes se enfrentaría y lograría derrotar a El Saiko Gato. El 12 de noviembre durante WildKat 5 Year Anniversary: Revolution Rumble 2016, Forbes sería derrotada por Ruby Raze en una lucha de resentimiento.

#### Circuito independiente (2015–presente)
Forbes haría su debut en el circuito independiente para la Great Lakes Championship Wrestling, y durante su año de novata, Forbes tendría su primer lucha titular el 5 de diciembre de 2015 durante GLCW Blizzard Brawl 11, donde competiría en un esfuerzo fallido ante Melanie Cruise por su GLCW Ladies Championship.
Forbes debutaría para Shine Wrestling el 24 de julio de 2015 durante Shine 28, donde ella aparecería con su compañera de equipo Amaiya Jade luego de ser introducidas por Daffney, donde interrumpieron en la lucha entre Valifornia (Andréa y Marti Belle) vs The Kimber Bombs (Kimber Lee y Cherry Bomb) por los Shine Tag Team Championship, donde atacarían a los miembros de Valifornia y luego con ayuda de Daffney quien ingresaría una silla al ring le aplicarían un double DDT a Cherry Bomb. The Iron Maidens regresarían durante el Shine 29, donde atacarían nuevamente a Valifornia y Cherry Bomb, hasta que fueron expulsadas del ring por Lexie Fyfe.
Forbes debutaría para la Pacific Coast Wrestling el 20 de enero de 2017 durante PCW Fantasm, donde ella aparecería bajo su nombre de ring Khole Hurtz desafiando sin éxito a Santana Garrett por el WOW Championship.
Forbes debutaría para la River City Wrestling durante un evento el 27 de enero de 2017, donde ella se enfrentaría y lograría defender exitosamente el RCW Women's Championship ante Santana Garrett.
Forbes debutaría para la Canadian Wrestling's Elite el 11 de febrero de 2017 durante CWE Girls Night Out, donde ella lograría derrotar a Kaitlin Diemond.

#### Continental Wrestling Entertainment (2016; 2018–presente)
En febrero de 2016, Forbes se uniría a un grupo de luchadores e iniciaría una gira por la India donde debutaría para la promoción de The Great Khali, la Continental Wrestling Entertainment, donde Forbes y Renee Michelle se enfrentarían ante Chelsea Green y Santana Garrett. Forbes regresaría a la CWE el 15 de noviembre de 2016 durante un show en Panipat, donde ella haría equipo con Hard KD para lograr derrotar a Jayme Lee y Santana Garrett en una lucha por equipos.
El 24 de febrero de 2018 durante Encounter '18, Forbes lograría eliminar al final de una batalla real de seis Divas a Divya para coronarse como la primera campeona de CWE Divas Championship; más tarde esa noche ella perdería el título en contra de Sunny. El 4 y 7 de julio durante The Great Khali Returns Show, ella haría equipo con Cheeni Alia logrando derrotar en ambas ocasiones a Jayme Jameson y Scarlett Bordeaux. El 13 y 16 de noviembre durante Big Fight, ella haría equipo con Prince logrando derrotar en ambas ocasiones a Jayme Jameson y Kamesh; y el 18 de noviembre durante Big Fight, ella haría equipo con Jatinder para lograr derrotar a Rao Prithvi Singh y Rebel.
El 2 de marzo de 2019 durante Breakdown Show, Forbes lograría derrotar a Reeta para ganar por segunda vez el CWE Divas Champions.

#### Women of Wrestling (2016–2017)
El 16 de agosto de 2016, se había reportado que tanto Katie Forbes y Christina Von Eerie habían firmado contratos con Women of Wrestling para aparecer en su nueva temporada.[1]
Forbes debutaría en WOW bajo el nombre de ring Khole Hurtz el 16 de septiembre de 2016 durante WOW Friday Night Fights, donde ella lograría derrotar a Holidead en una lucha para determinar a la contendiente número uno por el WOW Championship. Durante las grabaciones de la temporada 4 de WOW el 29 de septiembre, Hurtz no tendría éxito en su desafío durante una lucha titular ante la campeona Jungle Grrrl. Esa misma noche, Hurtz se enfrentaría y sería derrotada por Keta Rush. El 18 de noviembre durante WOW Friday Night Fights, Hurtz se enfrentaría y lograría derrotar a Katarina Leigh para conventirse nuevamente en la contendiente número uno por el WOW Championship.
El 11 de mayo de 2017 edición de WOW, Hurtz sería derrotada por Abilene Maverick.

## Vida personal
Se casó el 11 de noviembre de 2021 con su novio de años, el también luchador Rob Van Dam. y el 12 de junio de 2025, en un post en X, anunciaron que están esperando a su primer hijo.